# 奥地利马克思主义
奥地利马克思主义（德語：Austromarxismus）是历史上的一个马克思主义流派，奥匈帝国和奥地利第一共和国时期由奥地利社会民主党成员维克多·阿德勒、奥托·鲍威尔、卡尔·伦纳、马克斯·阿德勒和鲁道夫·希法亭领导。其内容包含了民族和民族主义理论，试图在帝国的背景下将社会主义与之调和。奥地利马克思主义者还在更普遍的层面上尝试将社会民主主义与革命社会主义进行融合，认为在维持民族自治的条件下可以更为有机地实现工人阶级的阶级意识，这与国际主义观点和欧洲其他地方的正统马克思主义者中流行的先锋队理论形成对照。